# Campusnät
Campusnät är ursprungligen datornätverk av klassen Metropolitan Area Network (MAN) som är begränsade till högskole- eller universitetsområden, så kallade campus. Numera kan även MAN som innefattar byggnader i ett bostadsområde, flera samlade kontorsbyggnader, flera byggnader i ett fabriksområde med mera kallas för campusnät.[källa behövs]